# 圣十字街 (华沙)

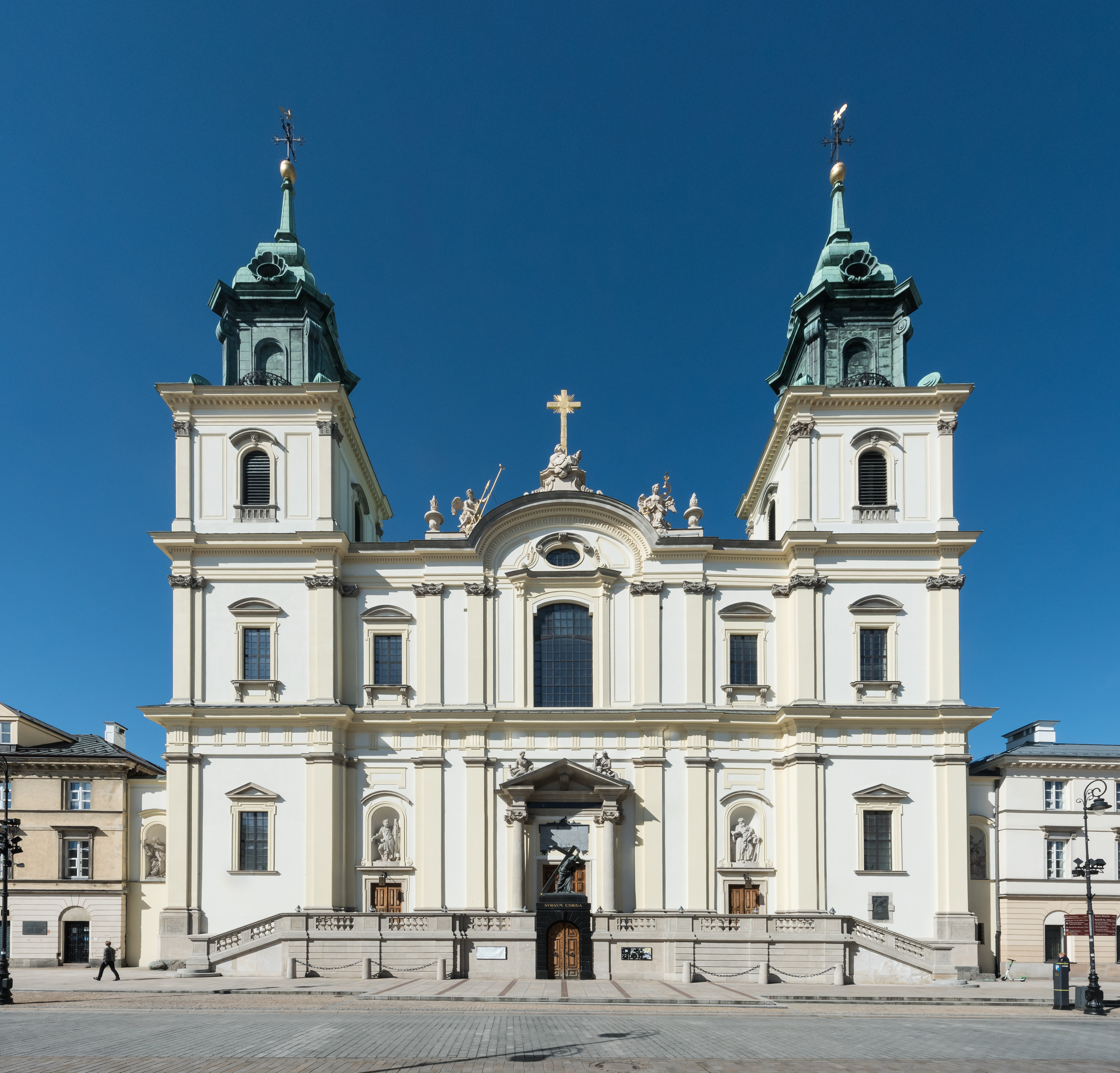
圣十字圣殿

圣十字街（波蘭語：Ulica Świętokrzyska）是波兰华沙的主要干道之一，将市中心与沃拉区连接起来。
这条街得名于圣十字圣殿,位于克拉科夫郊区街。圣十字站和圣十字桥都是以这条街命名。
从2011年至2015年3月，由于在街道下方修建华沙地铁2号线，这条街禁止汽车和电车通行。

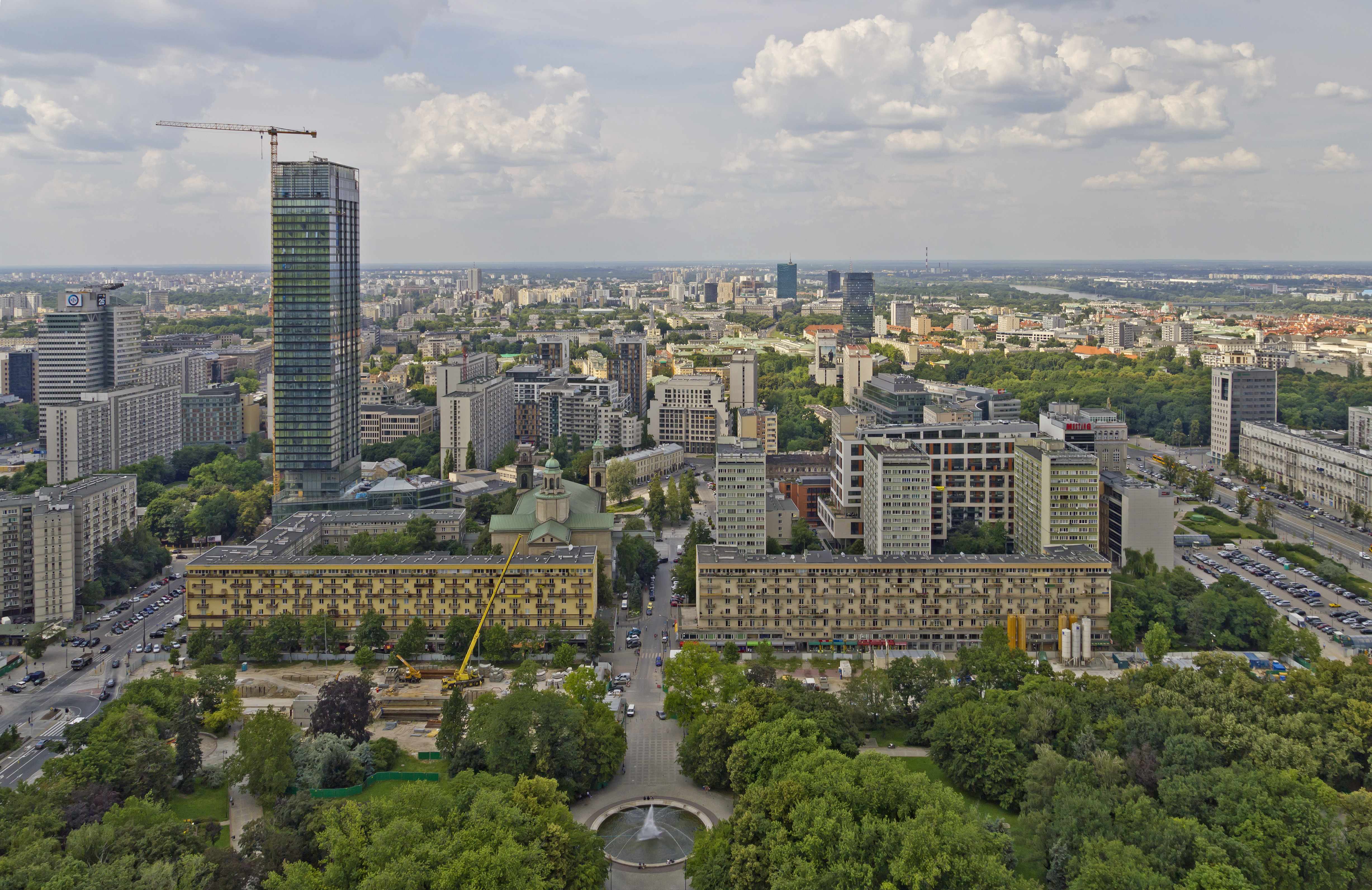
从科学文化宫看圣十字街